# Mark Jindrak
Mark Robert Jindrak (Auburn, 26 giugno 1977) è un ex wrestler statunitense, noto per i suoi trascorsi nella World Wrestling Entertainment tra il 2001 e il 2005.

## Carriera

### Gli esordi (1999–2000)
Jindrak si è allenato nella centrale elettrica WCW sotto Paul Orndorff.[1][5] Ha fatto il suo debutto in WCW il 2 marzo 1999, registrando WCW Saturday Night, collaborando con Chuck Palumbo come "The Soul Surfers" in una sconfitta a causa di Disorderly Conduct. È stato promosso al roster principale della WCW nel giugno 2000 durante l'era di Vince Russo, dove ha formato un tag team con il collega laureato in Power Plant Sean O'Haire. Nell'agosto 2000, Jindrak e O'Haire hanno contribuito a formare The Natural Born Thrillers con Mike Sanders, Shawn Stasiak, Chuck Palumbo, Johnny "The Bull" Stamboli e Reno.[5] Sono stati brevemente "allenato" da Kevin Nash.[5] Nel settembre 2000, Jindrak ha vinto per la prima volta il World Tag Team Championship con O'Haire, nonostante fosse relativamente nuovo nel settore. La coppia ha vinto ancora una volta il World Tag Team Championship prima di separarsi all'inizio di gennaio 2001, quando Jindrak avrebbe iniziato a collaborare con Stasiak. La squadra ha avuto vita breve, poiché Stasiak ha continuato a prendere il servizio manageriale di Stacy Keibler e Jindrak è stato tolto dalla televisione.

### World Championship Wrestling (2000–2001)
Mark Jindrak iniziò la sua carriera di wrestler nel WCW Power Plant, allenato da Paul Orndorff. Promosso nel roster WCW nel giugno 2000, formò una coppia con un altro promosso del Power Plant, ossia Sean O'Haire. I due insieme riuscirono a vincere il WCW World Tag Team Championship nel settembre 2000. Jindrak vincerà un'altra volta i titoli di coppia con O'Haire, prima di formare un'altra coppia con Shawn Stasiak. I due tenteranno di conquistare i titoli di coppia affrontando i nuovi campioni Chuck Palumbo e Sean O'Haire a WCW Superbrawl il 18 febbraio 2001; Jindrak e Stasiak però perderanno e Mark non comparirà più in WCW fino al suo fallimento.

### World Wrestling Entertainment (2001–2005)
Dopo che la World Wrestling Federation comprò la WCW nel marzo 2001, Mark Jindrak debuttò nel luglio 2001 come membro dell'Alliance. Jindrak però fece poche apparizioni e già nell'agosto di quell'anno fu mandato nella Heartland Wrestling Association e poi nella Ohio Valley Wrestling per allenarsi.
Jindrak sembrava destinato a formare la stable dell'Evolution insieme a Randy Orton, Ric Flair e Triple H e aveva anche girato dei promo insieme agli altri tre wrestlers. Tuttavia, per volontà soprattutto di Flair e HHH, all'ultimo momento Jindrak fu sostituito da Batista che diventerà poi, insieme a Orton, tra i lottatori più popolari degli anni a venire.
All'inizio del 2003 formò una coppia con Garrison Cade in OVW, coppia che verrà portata in blocco nel roster di Raw della WWE nel giugno del 2003. La coppia otterrà alcuni successi prima che Jindrak passò nel roster di SmackDown! il 22 marzo 2004.
Jindrak cambiò radicalmente la sua gimmick, diventando un narcisista ossessionato del suo fisico, definendosi "The Reflection of Perfection" (il riflesso della perfezione). Inoltre dall'8 aprile 2004 iniziò ad essere accompagnato da un manager, ossia Theodore Long; i due si divisero solo nel luglio 2004 quando Long diventò il general manager di SmackDown!.
Nel settembre 2004 Mark si alleò con Kurt Angle e Luther Reigns formando la stable "The Honor Society". Dopo aver lottato per un certo periodo di tempo in coppia con Reigns, la coppia incomincia ad avere screzi, che porteranno allo split e ad un match fra i due vinto da Jindrak, il quale passò tra i face. Da lì in poi ebbe sempre meno spazio fino ad essere licenziato il 5 luglio 2005, cinque giorni dopo essere tornato nel roster di Raw per effetto della Draft Lottery.

### Circuito indipendente (2005–2018)
Da allora Jindrak iniziò a lottare in federazioni giapponesi, come la New Japan Pro-Wrestling e la HUSTLE, tra l'altro ottenendo un'importante vittoria contro Osamu Nishimura in NJPW; inoltre nel 2006 ha lottato anche in Deep South Wrestling, federazione satellite della WWE.
Nel 2006 fu ingaggaito dalla Consejo Mundial de Lucha Libre, in Messico, dove ha interpretato la gimmick dell'italiano, col ring name di Marco Corleone. Nel 2009 firmò con la Asistencia Asesoría y Administración mantenendo la stessa gimmick. Nell'aprile 2010 passò alla Perros del Mal e nel dicembre 2011 la CMLL annunciò il ritorno di Marco Corleone nel proprio roster.

## Nel wrestling

### Mosse finali
- Mark Jindrak
  - Swinging back suplex side slam
  - Crucifix hold seguita da una neckbreaker
- Marco Corleone
  - Diving crossbody
  - Swinging back suplex side slam

### Manager
- Kenny Bolin
- Kurt Angle
- Solid
- Theodore Long

### Soprannomi
- "Aguila Italiana"
- "Reflection of Perfection"

### Musiche d'ingresso
- Dirty Deeds Done Dirt Cheap degli AC/DC
- Delirious di Jim Johnston
- Burn It Up di R. Kelly
- SexyBack di Justin Timberlake
- We Fly High di Jim Jones
- Welcome to My World di Marco Corleone

## Titoli e riconoscimenti
- Consejo Mundial de Lucha Libre
  - CMLL World Heavyweight Championship (1)
  - CMLL World Trios Championship (1) – con Máximo e Rush
- Pro Wrestling Illustrated
  - 55º tra i 500 migliori wrestler singoli nella PWI 500 (2005)
- World Championship Wrestling
  - WCW World Tag Team Championship (2) – con Sean O'Haire